# Inline-Alpin-Weltmeisterschaften 2012

Logo

Die Inline-Alpin-Weltmeisterschaften 2012 fanden vom 15. bis 19. August in Cham im deutschen Bundesland Bayern statt. Die Veranstalter des Inline-Alpin-Weltcups 2012 waren der World Inline Alpine Committee (WIAC) und die Fédération Internationale de Roller Sports (FIRS). Ausrichter waren der Deutsche Rollsport und Inline-Verband (DRIV), Deutscher Skiverband (DSV) und der Verein FC Chammünster.

## Infos
Die große WM-Eröffnungsfeier fand am 15. August in der WM-Arena am Floßhafen mit Marina Koller statt. Bei der Eröffnungsfeier wurde der offizielle WM-Song vorgestellt. Nur die Ergebnisse von Riesenslalom und Slalom gingen in die Weltcupgesamtwertung mit ein. Die Fernsehsender TVA, TV Bayern und das Bayerische Fernsehen berichten von der WM. Die Abschlussfeier fand am 19. August statt.

## Teilnehmer
| Europa (8 Länder)                             | Europa (8 Länder)                              | Europa (8 Länder) |
| --------------------------------------------- | ---------------------------------------------- | ----------------- |
| - Deutschland - Italien - Kroatien - Lettland | - Österreich - Schweiz - Slowakei - Tschechien |                   |
| Asien (1 Land)                                |                                                |                   |
| - Japan                                       |                                                |                   |

## Streckendaten
|                    | Parallelslalom | Team Slalom  | Riesenslalom | Slalom            |
| ------------------ | -------------- | ------------ | ------------ | ----------------- |
| Datum              | 16. August     | 17. August   | 18. August   | 19. August        |
| Startzeit 1. Lauf  | 16:30 Uhr      | 14:00 Uhr    | 13:00 Uhr    | 10:00 Uhr         |
| Startzeit 2. Lauf  | –              | 17:00 Uhr    | 17:00 Uhr    | 14:00 Uhr         |
| Seehöhe Start      | 382 m          | 400 m        | 404 m        | 400 m             |
| Seehöhe Ziel       | 369 m          | 382 m        | 369 m        | 369 m             |
| Höhendifferenz     | 13 m           | 18 m         | 35 m         | 35 m              |
| Streckenlänge      | 135 m          | 316 m        | 355 m        | 316 m             |
| Kurssetzer 1. Lauf | H. Weber (GER) | ? (CZE)      | A. Lehmann   | M. Losio (ITA)    |
| Kurssetzer 2. Lauf | –              | ? (ITA)      | R. Börsig    | M. Blättler (SUI) |
| Tore 1. Lauf       | 22             | 44           | 30           | 45                |
| Tore 2. Lauf       | –              | 44           | 30           | 46                |
| Wetter             | bewölkt        | Sonnenschein | Sonnenschein | ?                 |
| Temperatur         | 25 °C          | 28 °C        | 30 °C        | ? °C              |

## Medaillenspiegel

### Nationen
| Platz | Land        | Gold | Silber | Bronze | Gesamt |
| ----- | ----------- | ---- | ------ | ------ | ------ |
| 1     | Deutschland | 6    | 7      | 7      | 20     |
| 2     | Lettland    | 1    | 0      | 0      | 1      |

### Sportler
| Platz | Sportler(in)              | Land | Gold | Silber | Bronze | Gesamt |
| ----- | ------------------------- | ---- | ---- | ------ | ------ | ------ |
| 1     | Ann-Kathrin Stolz         | GER  | 2    | 0      | 0      | 2      |
|       | Manuela Schmohl           | GER  | 2    | 0      | 0      | 2      |
| 3     | Claudia Wittmann          | GER  | 1    | 1      | 0      | 2      |
| 4     | Sebastian Gruber          | GER  | 1    | 0      | 1      | 2      |
| 5     | Kristaps Zvejnieks        | LAT  | 1    | 0      | 0      | 1      |
|       | Benedikt Heudorfer-Merz   | GER  | 1    | 0      | 0      | 1      |
|       | Marco Walz                | GER  | 1    | 0      | 0      | 1      |
|       | Philip Jung               | GER  | 1    | 0      | 0      | 1      |
| 9     | Manuel-Alessandro Zörlein | GER  | 0    | 2      | 0      | 2      |
| 10    | Ann-Krystina Wanzke       | GER  | 0    | 2      | 1      | 3      |
|       | Julia Grüning             | GER  | 0    | 2      | 1      | 3      |
| 12    | Adrian Griesser           | GER  | 0    | 1      | 0      | 1      |
|       | Reto Walz                 | GER  | 0    | 1      | 0      | 1      |
| 14    | Andreas Hilble            | GER  | 0    | 1      | 1      | 1      |
| 15    | Franz-Josef Meyer         | GER  | 0    | 0      | 3      | 3      |
| 16    | Alessandra Veit           | GER  | 0    | 0      | 2      | 2      |
| 17    | Georg Meeh                | GER  | 0    | 0      | 1      | 1      |
|       | Mona Sing                 | GER  | 0    | 0      | 1      | 1      |

## Ergebnisse Herren

### Parallelslalom
| Platz | Name                      | Land |
| ----- | ------------------------- | ---- |
| 01    | Marco Walz                | GER  |
| 02    | Adrian Griesser           | GER  |
| 03    | Franz-Josef Meyer         | GER  |
| 04    | Georg Meeh                | GER  |
| 05    | Manuel-Alessandro Zörlein | GER  |
| 06    | Benedikt Heudorfer-Merz   | GER  |
| 07    | Sebastian Gruber          | GER  |
| 08    | Jörg Bertsch              | GER  |

### Riesenslalom
| Platz | Name                      | Land | Zeit 1. | Zeit 2. | Gesamt      |
| ----- | ------------------------- | ---- | ------- | ------- | ----------- |
| 01    | Philip Jung               | GER  | 33,70 s | 32,16 s | 1:05,86 min |
| 02    | Andreas Hilble            | GER  | 34,12 s | 31,86 s | 1:05,98 min |
| 03    | Georg Meeh                | GER  | 33,85 s | 32,44 s | 1:06,29 min |
| 04    | Manuel-Alessandro Zörlein | GER  | 34,29 s | 32,27 s | 1:06,56 min |
| 05    | Moritz Nörl               | GER  | 34,66 s | 32,23 s | 1:06,89 min |
| 06    | Petr Brandtner            | CZE  | 34,45 s | 32,71 s | 1:07,16 min |
| 07    | Stefano Belingheri        | ITA  | 34,79 s | 33,05 s | 1:07,84 min |
| 08    | Franz-Josef Meyer         | GER  | 35,21 s | 32,83 s | 1:08,04 min |
| 09    | Maximilian Merz           | GER  | 28,00 s | 29,16 s | 1:08,20 min |
| 10    | Patrick Refle             | GER  | 34,84 s | 33,40 s | 1:08,24 min |

Von 87 gemeldeten Läufern kamen 48 in die Wertung.
- Nicht gestartet im ersten Lauf (6):

Severin Wallimann (SUI), Alexandr Adam (CZE), Manuel Wlcek (GER), Cian Lausch (GER), Mathias Mertens (GER), Maximilian Reitberger (GER)
- Ausgeschieden im ersten Lauf (3):

Philipp Steiger (GER), Kai Mehlstäubl (GER), Sebastian Gruber (GER)
- Disqualifiziert im ersten Lauf (1):

Massimiliano Losio (ITA)
- Nicht qualifiziert für den zweiten Lauf (27):

Jorens Jekobsons (LAT), Daniels Fogelis (LAT), Toshiki Fujiyoshi (JPN), Stanislav Tazky (SVK), Hideki Okumura (JPN), Hiroyuki Kikugawa (JPN), Keisuke Obuchi (JPN), Werner Ladurner (AUT), Simone Gallina (ITA), Klavs Vorslavs (LAT), Stephan Kohler (SUI), Markus Blättler (SUI), Lars Henkel (GER), Amir Abo Shawish (GER), Guido Lausch (GER), Simon Jantsch (GER), Walter Wölfle (GER), Carsten Wiesler (GER), Dominicus Wiedenmayer (GER), Lukas Bleicher (GER), Jan Möller (CZE), Sven Ortel (GER), Ricco Walz (GER), Benedikt Heudorfer-Merz (GER), Kristaps Zvejnieks (LAT), Furota Soichiro (JPN), Ivan Krajinovic (CRO)
- Ausgeschieden im zweiten Lauf (1):

Silas Kersenbrock (GER)
- Disqualifiziert im zweiten Lauf (1):

Johann Rumpf (GER)

### Slalom
| Platz | Name                      | Land | Zeit 1. | Zeit 2. | Gesamt  |
| ----- | ------------------------- | ---- | ------- | ------- | ------- |
| 01    | Kristaps Zvejnieks        | LAT  | 26,87 s | 28,05 s | 54,92 s |
| 02    | Manuel-Alessandro Zörlein | GER  | 27,31 s | 27,82 s | 55,13 s |
| 03    | Sebastian Gruber          | GER  | 27,47 s | 28,14 s | 55,61 s |
| 04    | Benedikt Heudorfer-Merz   | GER  | 27,57 s | 28,37 s | 55,94 s |
| 05    | Adrian Griesser           | GER  | 27,56 s | 28,57 s | 56,13 s |
| 06    | Jörg Bertsch              | GER  | 27,80 s | 28,43 s | 56,23 s |
| 07    | David Kaderavek           | GER  | 27,81 s | 28,81 s | 56,62 s |
| 08    | Andreas Hilble            | GER  | 28,04 s | 28,92 s | 56,96 s |
| 09    | Stefano Belingheri        | ITA  | 28,00 s | 29,16 s | 57,16 s |
| 10    | Sebastian Schwab          | GER  | 28,11 s | 29,43 s | 57,54 s |

Von 89 gemeldeten Läufern kamen 48 in die Wertung.
- Nicht gestartet im ersten Lauf (3):

Severin Wallimann (SUI), Michael Förg (GER), Lorenzo Rovelli (ITA)
- Ausgeschieden im ersten Lauf (13):

Jorens Jekobsons (LAT), Toms Sarkanis (LAT), Keisuke Obuchi (JPN), Pavel Weinelt (CZE), Alexandr Adam (CZE), Johann Rumpf (GER), Walter Wölfle (GER), Karl Konstantin Schmidt (GER), Michael Hofbauer (GER), Maximilian Schmidt (GER), Philipp Steiger (GER), Philip Jung (GER), Martin Schmidt (GER)
- Disqualifiziert im ersten Lauf (2):

Vojta Prsala (CZE), Georg Meeh (GER)
- Nicht qualifiziert für den zweiten Lauf (21):

Daniels Fogelis (LAT), Toshiki Fujiyoshi (JPN), Atsushi Ozawa (JPN), Hiroyuki Kikugawa (JPN), Hiroshi Yamakawa (JPN), Simone Gallina (ITA), Alberto Gallina (ITA), Klavs Vorslavs (LAT), Jindrich Krydl (CZE), Kristaps Stefans (LAT), Roman Rehor (CZE), Lars Henkel (GER), Michael Merz (GER), Carsten Wiesler (GER), Dominicus Wiedenmayer (GER), Simon Haseneder (GER), Maximilian Reitberger (GER), Moritz Nörl (GER), Ricco Walz (GER), Marco Walz (GER), Furuta Soichiro (JPN)
- Ausgeschieden im zweiten Lauf (1):

Petr Brandtner (ITA)
- Disqualifiziert im zweiten Lauf (1):

Marco Melzi (GER)

## Ergebnisse Damen

### Parallelslalom
| Platz | Name                | Land |
| ----- | ------------------- | ---- |
| 01    | Ann-Kathrin Stolz   | GER  |
| 02    | Julia Grüning       | GER  |
| 03    | Alessandra Veit     | GER  |
| 04    | Ann Krystina Wanzke | GER  |
| 05    | Manuela Schmohl     | GER  |
| 06    | Claudia Wittmann    | GER  |
| 07    | Mona Sing           | GER  |
| 08    | Jana Börsig         | GER  |

### Riesenslalom
| Platz | Name                | Land | Zeit 1. | Zeit 2. | Gesamt      |
| ----- | ------------------- | ---- | ------- | ------- | ----------- |
| 01    | Manuela Schmohl     | GER  | 35,24 s | 33,62 s | 1:08,86 min |
| 02    | Ann Krystina Wanzke | GER  | 35,95 s | 33,86 s | 1:09,81 min |
| 03    | Julia Grüning       | GER  | 36,56 s | 33,86 s | 1:10,42 min |
| 04    | Alessandra Veit     | GER  | 36,91 s | 34,54 s | 1:11,45 min |
| 05    | Jana Börsig         | GER  | 37,22 s | 34,76 s | 1:11,98 min |
| 06    | Claudia Wittmann    | GER  | 36,96 s | 35,04 s | 1:12,00 min |
| 07    | Franziska Ries      | GER  | 36,74 s | 35,42 s | 1:12,16 min |
| 08    | Mira Börsig         | GER  | 37,23 s | 35,01 s | 1:12,24 min |
| 09    | Ann-Kathrin Stolz   | GER  | 37,44 s | 34,96 s | 1:12,40 min |
| 10    | Lara Kögel          | GER  | 37,51 s | 35,17 s | 1:12,68 min |

Von 75 gemeldeten Läuferinnen kamen 46 in die Wertung.
- Nicht gestartet im ersten Lauf (6):

Tiffany Ruperti (SUI), Pamela Wiessner (GER), Klara Vargova (CZE), Maren Motz (GER), Christina Kraus (GER), Marina Seitz (GER)
- Ausgeschieden im ersten Lauf (7):

Elisa Serena (GER), Manuela Breitfuss (AUT), Anja Lausch (GER), Anna-Lena Rösler (GER), Lisa Stäudinger (GER), Mona Behrla (GER), Anita Englmeier (GER)
- Disqualifiziert im ersten Lauf (1):

Lisa Schmid (GER)
- Nicht gestartet im zweiten Lauf (1):

Christina Metzner (AUT)
- Nicht qualifiziert für den zweiten Lauf (11):

Eliska Zimova (CZE), Marta Gara (LAT), Anete Skrastina (LAT), Sigita Lapina (LAT), Clarissa Hofer (AUT), Marion Hoppe (GER), Pia Nuber (GER), Malin Kersenbrock (GER), Lisa Emma Odey (GER), Laura Henkel (GER), Pavlina Prochazkova (CZE)
- Ausgeschieden im zweiten Lauf (2):

Yuka Omata (JPN), Tamara Gappmaier (AUT)
- Disqualifiziert im zweiten Lauf (1):

Brenda Odermatt (SUI)

### Slalom
| Platz | Name                 | Land | Zeit 1. | Zeit 2. | Gesamt      |
| ----- | -------------------- | ---- | ------- | ------- | ----------- |
| 01    | Ann-Kathrin Stolz    | GER  | 28,71 s | 29,27 s | 57,98 s     |
| 02    | Claudia Wittmann     | GER  | 28,66 s | 29,62 s | 58,28 s     |
| 03    | Ann Krystina Wanzke  | GER  | 28,61 s | 29,81 s | 58,42 s     |
| 04    | Manuela Schmohl      | GER  | 29,08 s | 29,99 s | 59,07 s     |
| 05    | Julia Grüning        | GER  | 29,20 s | 29,93 s | 59,13 s     |
| 06    | Alessandra Veit      | GER  | 29,46 s | 30,98 s | 1:00,44 min |
| 07    | Mona Sing            | GER  | 29,51 s | 31,21 s | 1:00,72 min |
| 08    | Gabriela Kudelaskova | CZE  | 30,29 s | 31,22 s | 1:01,51 min |
| 09    | Marina Seitz         | GER  | 30,40 s | 31,25 s | 1:01,65 min |
| 10    | Katharina Hoffmann   | GER  | 30,45 s | 31,69 s | 1:02,14 min |

Von 75 gemeldeten Läuferinnen kamen 46 in die Wertung.
- Nicht gestartet im ersten Lauf (3):

Manuela Breitfuss (AUT), Klara Vargova (CZE), Barbora Prochazkova (CZE)
- Ausgeschieden im ersten Lauf (6):

Eliska Zimova (CZE), Clarissa Hofer (AUT), Laura Henkel (GER), Pavlina Prochazkova (CZE), Mira Börsig (GER), Madara Meldere (LAT)
- Disqualifiziert im ersten Lauf (1):

Martina Sulcova (CZE)
- Nicht qualifiziert für den zweiten Lauf (15):

Yuka Omata (JPN), Brenda Odermatt (SUI), Sigita Lapina (LAT), Elisa Serena (ITA), Tiffany Ruperti (SUI), Simone Vogt (GER), Tamara Gappmaier (AUT), Pamela Wiessner (GER), Marion Hoppe (GER), Malin Kersenbrock (GER), Anna-Lena Rösler (GER), Viktorie Vachalova (CZE), Maren Motz (GER), Laura Oberliessen (GER), Dauphine Meneghetti (ITA)
- Ausgeschieden im zweiten Lauf (4):

Julia Renner (GER), Marie-Theres Lehmann (GER), Mona Behrla (GER), Anita Englmeier (GER)

## Team Slalom
| Platz | Team                 | Name                                                                      | Land    | Zeit 1.                         | Zeit 2.                         | Gesamt      |
| ----- | -------------------- | ------------------------------------------------------------------------- | ------- | ------------------------------- | ------------------------------- | ----------- |
| 01    | DRIV NM 1            | Sebastian Gruber Benedikt Heudorfer-Merz Manuela Schmohl Claudia Wittmann | GER     | 29,67 s 30,13 s 31,35 s 31,42 s | 30,15 s 30,22 s 31,77 s 32,54 s | 4:07,25 min |
| 02    | DSV 6                | Manuel-Alessando Zörlein Reto Walz Ann Krystina Wanzke Julia Grüning      | GER     | 30,28 s 31,10 s 30,76 s 30,94 s | 30,26 s 31,10 s 31,63 s 32,33 s | 4:08,40 min |
| 03    | DSV 4                | Franz-Josef Meyer Andreas Hilble Mona Sing Alessandra Veit                | GER     | 29,44 s 30,46 s 31,93 s 32,20 s | 31,34 s 31,04 s 32,49 s 33,43 s | 4:12,33 min |
| 04    | DRIV NM 3            | Maximilian Merz Kai Mehlstäubl Mira Börsig Katharina Hoffmann             | GER     | 30,94 s 31,49 s 33,38 s 33,97 s | 31,70 s 32,12 s 33,73 s 33,90 s | 4:21,23 min |
| 05    | DSV 8                | Jörg Bertsch Adrian Griesser Ulrike Bertsch Lisa Fritz                    | GER     | 30,10 s 30,93 s 33,51 s 34,53 s | 31,67 s 32,07 s 34,04 s 35,49 s | 4:22,34 min |
| 06    | DSV 2                | Mathias Mertens Philip Jung Marie-Theres Lehmann Alexa Brust              | GER     | 30,40 s 30,35 s 34,76 s 35,19 s | 30,80 s 32,10 s 35,46 s 35,70 s | 4:24,76 min |
| 07    | DRIV NM 6            | Moritz Doms Lukas Bleicher Lisa Schmid Lisa Stäudinger                    | GER     | 30,97 s 31,27 s 34,68 s 35,70 s | 31,58 s 32,00 s 34,75 s 34,59 s | 4:25,54 min |
| 08    | DRIV NM 5            | David Kaderavek Sven Ortel Lisa Wölffing Marija Bakula                    | GER CRO | 31,07 s 32,33 s 34,12 s 36,69 s | 31,38 s 32,04 s 33,86 s 37,69 s | 4:29,18 min |
| 09    | DRIV – Bayernkader 1 | Simon Schachtner Amir Abo Shawish Lara Kögel Nina Heinrich                | GER     | 31,91 s 33,52 s 34,25 s 34,82 s | 32,52 s 33,65 s 34,94 s 35,42 s | 4:31,03 min |
| 10    | DSV 5                | Sebastian Schwab Laura Oberliessen Theresa Meyer Martin Schmidt           | GER     | 30,86 s 32,97 s 33,86 s 44,52 s | 31,47 s 33,74 s 35,30 s 31,90 s | 4:34,62 min |

Von 39 gemeldeten Teams kamen 27 in die Wertung.
- Nicht gewertet im ersten Lauf (3):

DRIV NW 4 (Anita Englmeier (GER), Maren Motz (GER), Philipp Steiger (GER), Moritz Nörl (GER))
 DSV 7 (Marina Seitz (GER), Corinna Schmidt (GER), Simon Haseneder (GER), Dominicus Wiedenmayer (GER))
 JAPAN NM (Luzia Gruber (GER), Atsushi Ozawa (JPN), Yuka Omata (JPN), Takanobu Yoshihara (JPN))
- Nicht gewertet im zweiten Lauf (9):

Austria 1 (Michaelle Buchholzer (AUT), Wolfgang Töchterle (AUT), Tamara Gappmaier (AUT), Clarissa Hofer (AUT))
 CZE Team C (Klara Vargova (CZE), Eliska Zimova (CZE), Eva Pospilova (CZE), Alexander Adam (CZE))
 JAPAN/AUSTRIA (Manuela Breitfuss (AUT), Hiroshi Yamakawa (JPN), Christina Metzner (AUT), Hideki Okumura (JPN))
 DSV 12 (Malin Kersenbrock (GER), Lisa Emma Odey (GER), Silas Kersenbrock (GER), Sebastian Weber (GER))
 CZE Team B (Pavlina Prochazkova (CZE), Jan Zabystřan (CZE), Martina Sulcova (CZE), Vojta Prasala (CZE))
 CZE Team A (Viktorie Vachalova (CZE), Gabriela Kudelaskova (CZE), Petr Brandtner (CZE), Jan Möller (CZE))
 Team Latvia 1 (Leva Meldere (LAT), Madara Meldere (LAT), Miks Zvejnieks (LAT), Kristaps Zvejnieks (LAT))
 DSV 1 (Karl-Konstantin Schmidt (GER), Christina Feldmeier (GER), Marion Hoppe (GER), Maximilian Ziegler (GER))
 DSV 3 (Verena Müller (GER), Simone Vogt (GER), Johann Rumpf (GER), Noah Sing (GER))